# Südafrikanische Badmintonmeisterschaft 1953
Die Südafrikanische Badmintonmeisterschaft 1953 fand in East London statt. Es war die vierte Austragung der nationalen Titelkämpfe im Badminton in Südafrika.

## Titelträger
| Disziplin    | Sieger                    |
| ------------ | ------------------------- |
| Herreneinzel | K. C. Brann               |
| Dameneinzel  | June Wheating             |
| Herrendoppel | K. C. Brann R. C. Allen   |
| Damendoppel  | B. Bayne Florrie Kennedy  |
| Mixed        | K. C. Brann June Wheating |